# 流れを渡る

## 概要
- 「自由奔放に、そして何処かに流れて行くように、スウィングし、思考する8thアルバム」[1]
- 収録曲の過半数（9曲中7曲）を浅川本人が作曲し、シンガーソングライターとしての側面が色濃く出たアルバム。これは浅川の全アルバム中、1枚のアルバムで最多の作曲数である。
- 2011年1月に、1970年代のアルバム10作、6月に本作を含む1980年代のアルバム14作がデジタルリマスタリングされた音源に、オリジナルLP盤の歌詞（歌詩）カード（一部の作品に例外、及び色や紙質などの差異あり）、レコードレーベルを再現した紙ジャケット仕様で復刻（初CD化作品含む）。ただし、帯は紙ジャケットシリーズで新たにデザインされたものに統一され、オリジナルレコード帯は再現されていない。また『WHO'S KNOCKING ON MY DOOR』（1983年）以降はオリジナルレコード盤に元々帯がなく、帯代わりのステッカーが添付されていたが、こちらも再現されていない。

## 収録曲

### Side A
1. あのひとは行った
  - 作詞[2]・作曲：浅川マキ

※晩年頃のライブのラスト・アンコールでよく唄われた作品。
2. 知人を訪ねて
  - 作詞・作曲：浅川マキ
3. 私のブギウギ
  - 作詞：成田ヒロシ／作曲：南正人

  - JASRACデータベース上では「あたしのブギウギ」と登録[3]。

※オリジナルは1975年に南正人が自主制作盤として録音し日本フォノグラムよりシングルで発表、東京都内の有線放送所に持ち込んだものである[4]。
※当初は亀渕友香に提供される予定だったが、亀渕が歌詞の内容に難色を示し、たまたま傍に居た浅川マキに本作の話題をした處、
〝友香がうたわないんだったら、私がもらうわよ〟と云ってレパートリーに加え[5]、カヴァーした。
4. 流れを渡る
  - 作詞：ラングストン・ヒューズ／日本語詩：斎藤忠利／作曲：浅川マキ

  - JASRACデータベース上では、作詞：斉藤忠利／作曲：浅川マキ と登録[3]。
  - 国文社発行「黒人街のシェイクスピア」より
5. IF I'M ON THE LATE SIDE
  - 作詞：ロッド・スチュワート／作曲：ロニー・レーン／対訳：吉田健／日本語詞：浅川マキ

### Side B
1. 二人の女のうた
  - 作詞・作曲：浅川マキ

※二人の女とは「マヘリア・ジャクソン」と「ビリー・ホリデイ」のこと。
2. あなたに
  - 作詞・作曲：浅川マキ
3. 波止場
  - 作詞・作曲：浅川マキ

※1983年に長谷川きよしに提供した同タイトルの楽曲（作曲：吉野金次）とは別曲。
4. 罪人小唄
  - 作詞：ラングストン・ヒューズ／日本語詩：斎藤忠利／作曲：浅川マキ

  - JASRACデータベース上では、作詞：斉藤忠利／作曲：浅川マキ　と登録[3]。
  - 国文社発行「黒人街のシェイクスピア」より

#### カセット盤
Side 1
1. あのひとは行った
2. 知人を訪ねて
3. 私のブギウギ
4. 流れを渡る

Side B
1. IF I'M ON THE LATE SIDE
2. 二人の女のうた
3. あなたに
4. 波止場
5. 罪人小唄

## クレジット

### 演奏者
- 浅川マキ - Vocals
- 坂本龍一 - Organ
- 内田勘太郎 - Acoustic Guitar
- 吉田建 - Electric Bass
- 池田洋一郎 - Acoustic & Electric Guitar
- 白井幹夫 - Piano
- つのだひろ - Drums
- 粉川忠範 - Trombone
- 萩原信義 - Acoustic & Electric Guitar

### スタッフ
- 柴田徹 - Producer
- 谷古宇広光 - Producer
- 関根由紀子 - Producer
- 渋谷森久 - Director
- 吉野金次 - Mixer
- 白石彰 - Assistant Mixer
- 田村仁 - Photography
- 周東圀夫 - Design
- 北出敏久 - Special Thanks
- 修田光昭 - Special Thanks
- 稲熊実 - Special Thanks
- MENTANPIN HEADS - P.A.
- 関根照明 - Lighting
- MOURI studio 1st - Recording Studio
- せなまる - Produce

## 発売形態
| 形態 | 発売日         | 品番       | 発売元                    | 備考 |
| ---- | -------------- | ---------- | ------------------------- | --- |
| LP   | 1977年03月05日 | ETP-72230  | 東芝EMI                   | オリジナル発売日。 |
| CT   | 1977年03月05日 | ZA-1628    | 東芝EMI                   | |
| CD   | 2011年01月21日 | TOCT-27048 | EMIミュージック・ジャパン | 【CD再発】※完全限定生産盤 2011年デジタルリマスタリング/紙ジャケット仕様。 一度生産終了後、2016年2月24日に同一規格で1970年代のアルバム10作がアンコール・プレス。 |